# نی‌ایجیما ۵۵۰۷
سیارک ۵۵۰۷ (به انگلیسی: 5507 Niijima، نامگذاری:1987UJ) پنج هزار و پانصد و هفتمین سیارک کشف شده‌است که در ۲۱ اکتبر ۱۹۸۷ کشف شد.
قدر مطلق سیارک برابر ۱۳٫۴۰ است.